# Eiga Doraemon: Shin Nobita no uchū kaitaku-shi
Eiga Doraemon: Shin Nobita no uchū kaitaku-shi (映画ドラえもん 新・のび太の宇宙開拓史?), anche conosciuto come Doraemon The Hero 2009, è un film d'animazione del 2009 diretto da Shigeo Koshi.
Si tratta del ventinovesimo film di Doraemon. Il film è stato distribuito nelle sale giapponesi il 7 marzo 2009. Si tratta del remake del film del 1981 Doraemon esplora lo spazio. È il primo film distribuito durante i festeggiamenti per il cinquantesimo anniversario di TV Asahi. È stato il film più visto in Giappone nella settimana di uscita.

## Trama
Sette anni prima dell'inizio della storia, Lopplc e Morina stavano giocando in un parco. Improvvisamente il pianeta Koya Koya fu investito da un tremendo pianeta che distrusse tutto. Gli abitanti del pianeta furono costretti ad abbandonare il pianeta utilizzando una gigantesca astronave. Tuttavia un improvviso fascio di luce colpisce l'astronave mandandola in avaria. Un secondo fascio di luce colpisce ed uccide lo scienziato (il padre di Morina), che stava tentando di riparare il guasto. Creando un varco dimensionale, una creatura simile ad un coniglio, chiamata Chammy, fugge dall'astronave in cerca di aiuto. Chammy si ritrova a casa di Nobita e chiede quindi aiuto al ragazzo ed a Doraemon, che insieme ai loro amici si recano su Koya Koya per tentare di aiutare Lopplc, Morina e tutti gli altri.

## Colonna sonora
Sigla di apertura
- Yume o Kanaete Doraemon (夢をかなえてドラえもん?) cantata da MAO

Sigla di chiusura
- Taisetsu ni Suru yo (手をつなごう?) cantata da Kou Shibasaki